# Resina (botanica)

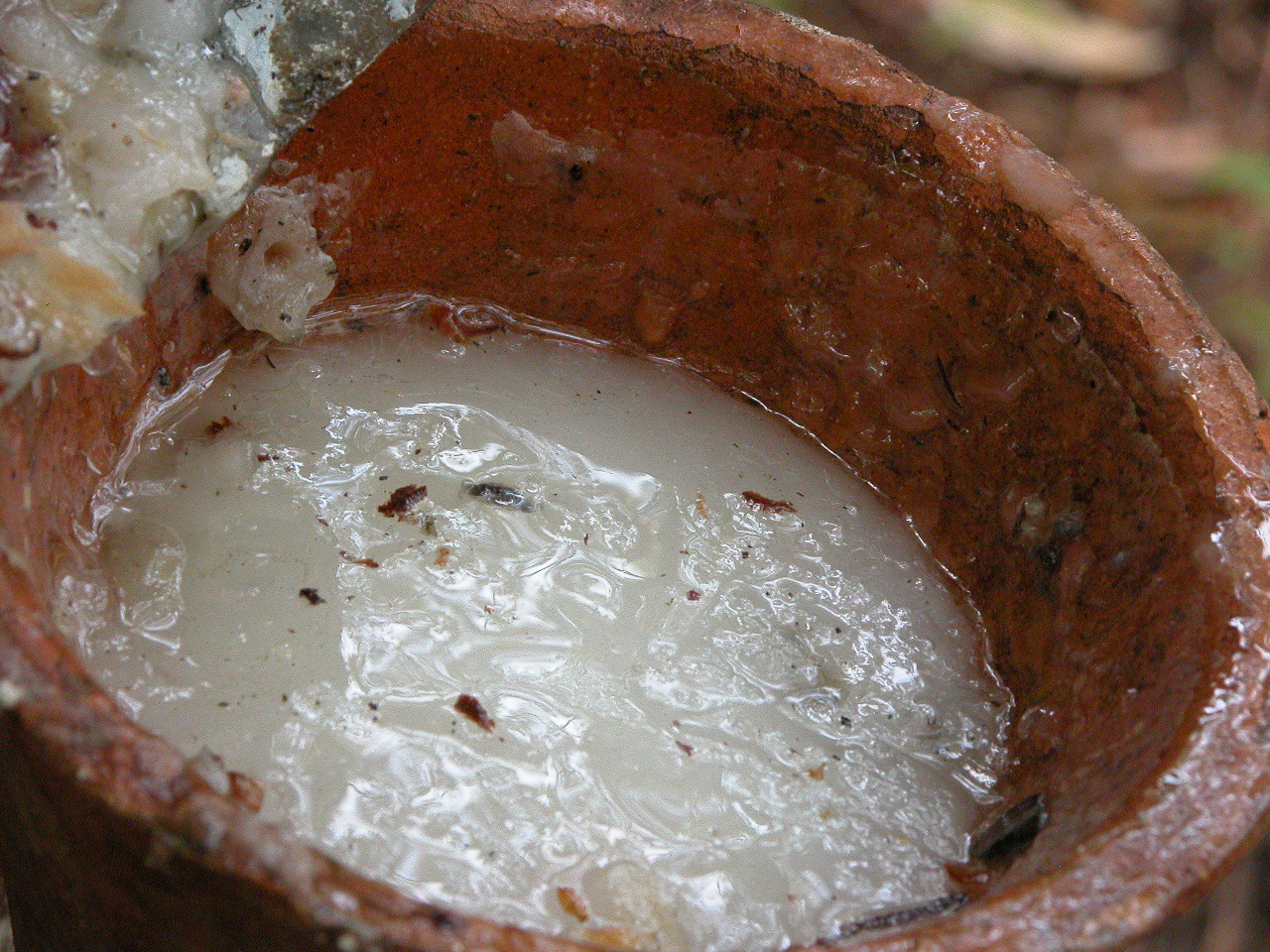
Vaso contenente una resina vegetale.

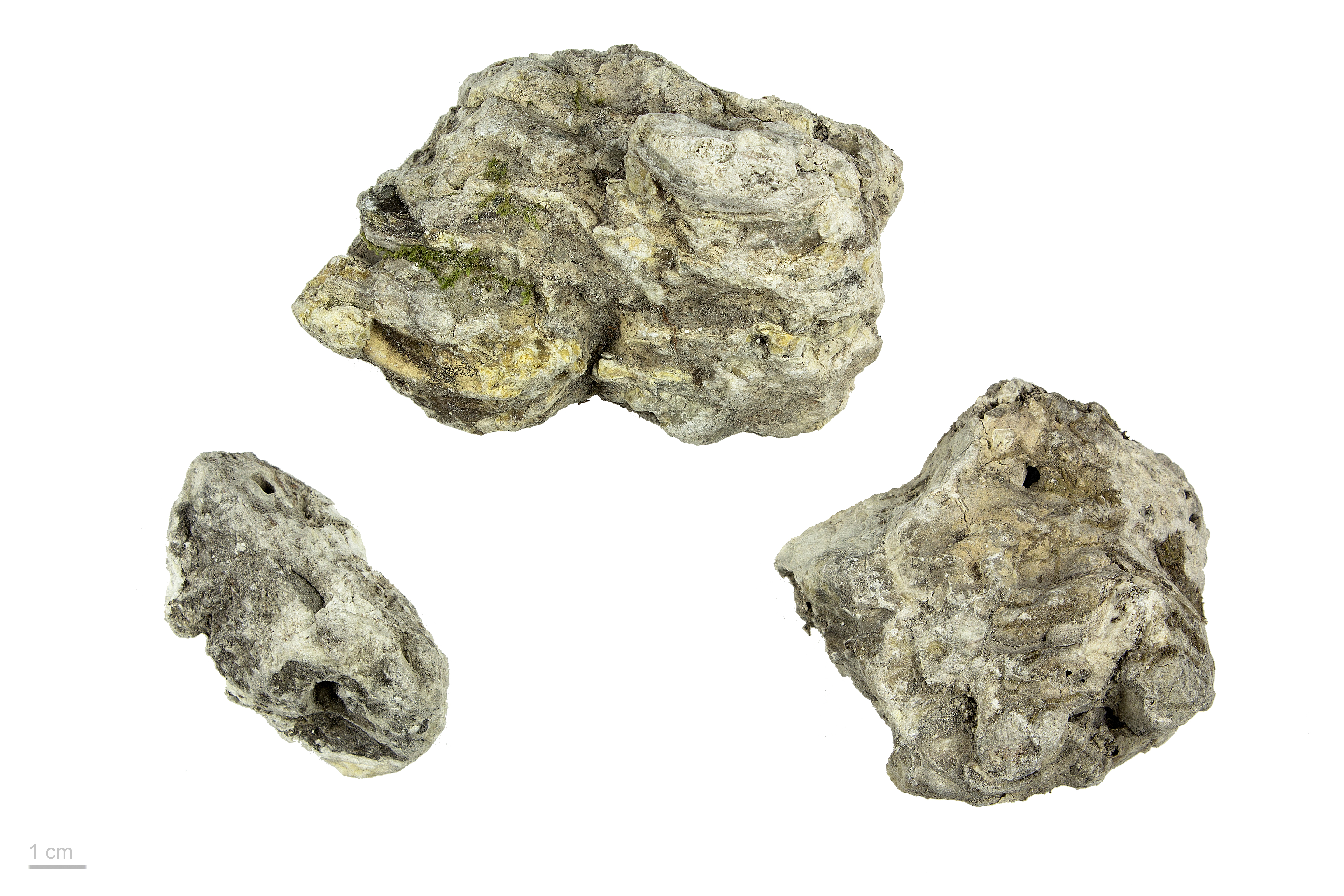
Protium Sp.

Per resina si intende qualsiasi miscela prodotta da una pianta, di tipo liposolubile, costituita da composti terpenici volatili e non volatili e/o di composti fenolici che siano:
- prodotti e stoccati in strutture specializzate interne o superficiali,
- che svolgano un ruolo nelle relazioni ecologiche della pianta.

In alcuni casi le resine possono essere indotte in un sito di lesione senza essere preformate e stoccate. Operativamente si possono poi distinguere le resine in vari modi, a seconda che esse siano state indotte da lesioni o siano già presenti nelle strutture delle piante, o a seconda che la resina sia un essudato chiaramente identificabile e fisicamente separabile dalla pianta (come nel caso della resina di pino e abete) oppure parte integrante dei tessuti (come nel caso della Calendula).

## Caratteristiche
Comunque intese le resine sono un gruppo complesso di sostanze solide od occasionalmente liquide che tendono ad essiccarsi all'aria, insolubili in acqua ma solubili in alcool, etere e cloroformio. Di composizione chimica assai variabile, sono prodotte dalle piante sia spontaneamente sia a seguito di uno stress (ferita, attacco di patogeni); il loro ruolo è probabilmente quello di proteggere la pianta da insetti, funghi o altre infezioni, o di chiudere le ferite.
Le resine sono complesse, ma per buona parte sono di tipo terpenoidico, composte da diterpeni (come acido abietico e acido agatico) e altri componenti minori quali resinati, resinoli, resino-tannoli, esteri e sostanze inerti (reseni). Le resine fenoliche sono più rare, e sono caratterizzate da fenilpropanoidi, lignani e flavonoidi liposolubili.
Sono spesso confuse anche nella letteratura scientifica con altre sostanze molto differenti: gomme; mucillagini; oli grassi; cere; lattici.
L'ambra è resina fossilizzata.
Le resine sono usualmente classificate nelle seguenti tipologie:
- Resine consistenti, solide, spesso usate per vernici e lacche
- Balsami. Secondo alcuni autori il termine andrebbe ristretto alle resine fenoliche caratterizzate da acidi aromatici (usualmente benzoico e cinnamico), altri includono anche le resine terpeniche che siano meno fluide delle oleoresine, ma altamente fragranti; di consistenza viscosa, sapore pungente e odore gradevole, trovano impiego in farmacia e profumeria, eccezionalmente in ottica e microscopia, non più per lacche e vernici, in cui sono stati sostituiti da prodotti di sintesi.
- Oleoresine. Sono resine terpeniche comparativamente fluide, con un elevato rapporto tra terpeni volatili (oli essenziali) e non volatili.  Simili ai balsami ma più fluide. Provenienti principalmente dalle Pinaceae: trementina per solventi, fragranze e resine politerpeniche, e rosina per adesivi, inchiostri, prodotti cartacei, ecc..
- Gommoresine, contenenti gomme. Il termine è secondo molti autori incorretto, nel senso che si dovrebbe parlare di resine di vario tipo contenenti intrusioni di gomme (non una normale componente delle resine), e non di un tipo di resina.

## Tipi di resine

### Resine consistenti
- Copale o coppale
- Dammar o dammara
- Mastice
- Gamboge
- Sandracca
- Resina acaroide o di Xanthorrhoea
- Lacca di anacardio
- Barniz de pasto

### Balsami e oleoresine
- Balsamo del Canada
- Balsamo dell’Oregon
- Balsamo di copaive
- Balsamo di Gurjun
- Balsamo della Mecca
- Balsamo di Opodeldoch
- Balsamo del Perù
- Balsamo di Tolù
- Colofonia
- Elemi
- Incenso
- Mirra
- Resina di benzoino
- Styrax
- Trementina
- Rosina

### Miscellanee
- Assafetida
- Galbanum
- Gomma ammoniaco
- Silfio
- Gialappa
- Scammonea
- hashish estratta dalla canapa indiana
- Propolis
- Opopanax od Opopanaco